# 波姆里特若迪
波姆里特若迪（法語：Pommerit-Jaudy，法語發音：[pɔmʁit ʒodi]）是法国阿摩尔滨海省的一个旧市镇，位于该省西北部，属于拉尼永区。2019年1月1日，波姆里特若迪和相邻的另外3个市镇合并为新市镇拉罗什若迪（La Roche-Jaudy）。

## 地名
该地名“Pommerit-Jaudy”发音为[pɔmʁit ʒodi]，“pɔmʁit”中的字母“t”发音，《世界地名翻译大辞典》与《世界地名译名词典》将其误译作“波默里-若迪”。

## 地理
波姆里特若迪（48°43'55"N, 3°14'32"W）面积20.37 平方千米，位于法国布列塔尼大區阿摩尔滨海省，该省份为法国西北部沿海省份，位于布列塔尼半岛北部，北濒大西洋英吉利海峡，西接菲尼斯泰尔省，南至莫尔比昂省，东临伊勒-维莱讷省。
与波姆里特若迪接壤的市镇（或旧市镇、城区）包括：拉罗什代里安、恩戈阿特、朗戈阿特、芒塔洛、普洛埃扎勒、普拉特、吕南、特罗盖里。
波姆里特若迪的时区为UTC+01:00、UTC+02:00（夏令时）。

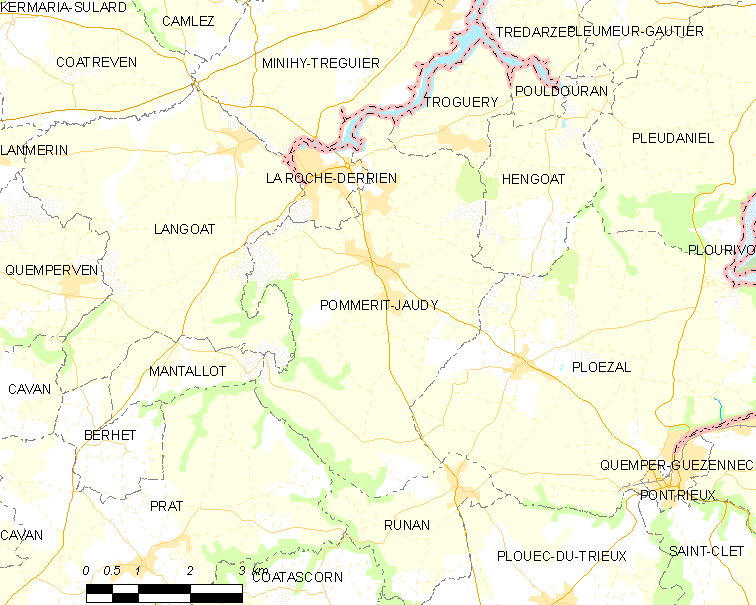
波姆里特若迪的OSM定位图

## 行政
波姆里特若迪的邮政编码为22450，INSEE市镇编码为22247。

## 政治
波姆里特若迪所属的省级选区为特雷吉耶县。

## 人口

1962-2008年间波姆里特若迪人口变化图示

波姆里特若迪于2018年1月1日时的人口数量为1208人。